# Timecop1983
Йорді Ленартс (народився 24 серпня 1983), більш відомий під псевдонімом Timecop1983, є голландським електронним музикантом з Ейндховена, який створює музику в жанрі synthwave . Його дебютний альбом "Спогади дитинства" вийшов у 2014 році, а потім "Мандри" того ж року. Альбоми "Рефлексії" та "Нічна поїздка" вийшли у 2015 та 2018 роках відповідно.

## Біографія
Ленартс почав створювати музику у віці 12 років на своєму комп'ютері з музичним трекером. Він створює свою музику за допомогою комп’ютерів, програмних синтезаторів і аналогового обладнання. В одному з інтерв’ю Ленартс сказав, що своєю музикою хоче створити ностальгічну тугу, яка нагадує про 1980-ті роки, поєднуючи елементи дрім-попу та меланхолійні пісні.
Timecop1983 отримав міжнародне визнання у 2016 році з лейблом NewRetroWave. Його часто запрошують виступити наживо в Сполучених Штатах і Дубаї. У 2016 році він мав живе шоу на Amsterdam Dance Event з колегами-артистами Sunglasses Kid, College і Maethelvin . 
Як сайд-проект у червні 2016 року Ленартс випустив EP 2083, натхненний Blade Runner, під псевдонімом Division . 
Його музика та логотип були у відеогрі Grand Theft Auto V. Він написав музику до гри Crossing Souls, яка вийшла у 2018 році. Його музику також можна почути в серіалах Netflix Coin Heist і You Get Me 2017 року. У 2018 році Timecop1983 здійснив тур по чотирнадцяти американських штатах. Наприкінці того ж року він мав велике шоу з синтвейв-гуртом The Midnight . 
Станом на квітень 2021 року його музичні відео переглянули понад 37 мільйонів 

## Дискографія

### Timecop1983

#### Альбоми
- Спогади дитинства (лютий 2014, Playmaker)
- Подорожі (червень 2014, випущено самостійно)
- Рефлексії (червень 2015, Urban Road Records)
- Нічна поїздка (2018, TimeSlave Recordings)
- Згаслий дотик (Feat. Джош Деллі) (2021, випущено самостійно)

#### ЕР
- Синтетичний роман (січень 2014)
- Хвилі EP (вересень 2014)
- Закохані, EP - PART 1 (липень 2016)
- Той що біжить в темряві EP (листопад 2016)
- Закохані, EP- PART 2 (серпень 2017)
- Мультивсесвіт (вересень 2022)

#### Сингли
- Tokyo Rose - Midnight Chase (Timecop1983 Remix) (2013)
- Самотні ночі (2013)
- Femmepop & Timecop1983 - Наш час (2014)
- Меркурій (2014)
- Не відпускай (feat. Дана Джин Фенікс ) (2015)
- Моя кімната - feat. Оскар (саундтрек до лейтенанта Дженглза) (2018)
- Згаслі спогади (feat. Джессі Фрай) (2018)
- Мій Делореан - (з Прімо (він же Прімо прибулець)) (2019) [5]
- Одна ніч (feat. Джош Деллі) (2020)

### Division

#### ЕР
- 2083 (2016)